# Estación de Castiello-Pueblo
Castiello-Pueblo es un apeadero ferroviario situado en el municipio español de Castiello de Jaca en la provincia de Huesca, comunidad autónoma de Aragón.
Dispone de servicios de Media Distancia operados por Renfe.

## Situación ferroviaria
La estación se encuentra en el punto kilométrico 199,4 de la línea de ferrocarril que une Zaragoza con la frontera francesa por Canfranc a 835 metros de altitud. Se localiza entre las estaciones de Castiello y Jaca.
En realidad el pk. señala el km. 5,7 al ser la distancia que le separa de Jaca, donde se reinicia el kilometraje. El tramo es de vía única y no está electrificado.

## Historia
Aunque el apeadero se sitúa en el tramo Jaca-Canfranc de la línea que entró en funcionamiento el 25 de julio de 1922, en aquel momento no existía ninguna estación en esta zona. Existía, no obstante, la llamada estación de Castiello, bastante alejada de la localidad (más de 2,5 km) por lo que posteriormente se decidió construir esta nueva parada que recibió el nombre de Castiello-Pueblo.  
El 30 de septiembre de 2008 se adjudicaron trabajos de modernización, que se concentraron en el andén, mediante su prolongación en una longitud de 80 m y su recrecido hasta alcanzar una altura de 68 cm respecto al carril para mejorar la accesibilidad a los trenes. También se procedió a la ampliación del andén, que pasó a tener 3 m de anchura. De forma paralela, se instaló una marquesina refugio para ofrecer un servicio de mayor confortabilidad a los viajeros. Las obras se complementaron con el hormigonado de las zonas de acceso, la preinstalación para la nueva iluminación, la construcción de nuevas canalizaciones y el acondicionamiento de los entornos, mediante el desbroce y limpieza del terreno. 
Las obras de mejora en la estación de Castiello-Pueblo se presupuestaron por valor de 74.685.04 €.
En 2013, Renfe Operadora cesó en el tráfico de viajeros, quedando sin servicio la estación, hasta su nueva puesta en marcha el 7 de abril de 2019, aunque como apeadero con parada facultativa.  

## Servicios ferroviarios

### Media Distancia
Los trenes de Media Distancia operados por Renfe tienen como principales destinos Zaragoza y Canfranc.
| Línea MD | Trenes   | Origen/Destino    |  | Destino/Origen |
| -------- | -------- | ----------------- |  | -------------- |
| 56       | Regional | Zaragoza-Delicias |  | Canfranc       |